# Puntuació de Mallampati

Puntuació de Mallampati

En anestesiologia, la puntuació de Mallampati, o classificació de Mallampati, s'utilitza per predir la facilitat d'intubació Es determina observant l'anatomia de la cavitat oral, en concret, es basa en la visibilitat de la base de la campaneta, pilars palatins (els arcs per davant i per darrere de les amígdales) i el paladar tou. La puntuació es pot fer amb la fonació o sense. Una alta puntuació de Mallampati (classe 4) s'associa amb una intubació més difícil, així com una major incidència d'apnea del son
Puntuació modificada de Mallampati:

 Classe 1: Visibilitat completa de les amígdales, úvula i paladar tou

 Classe 2: Visibilitat del paladar dur i tou, la porció superior de les amígdales i l'úvula

 Classe 3: Visibilitat del paladar tou i dur i la base de l'úvula

 Classe 4: Només el paladar dur és visible